# Königreichssaal

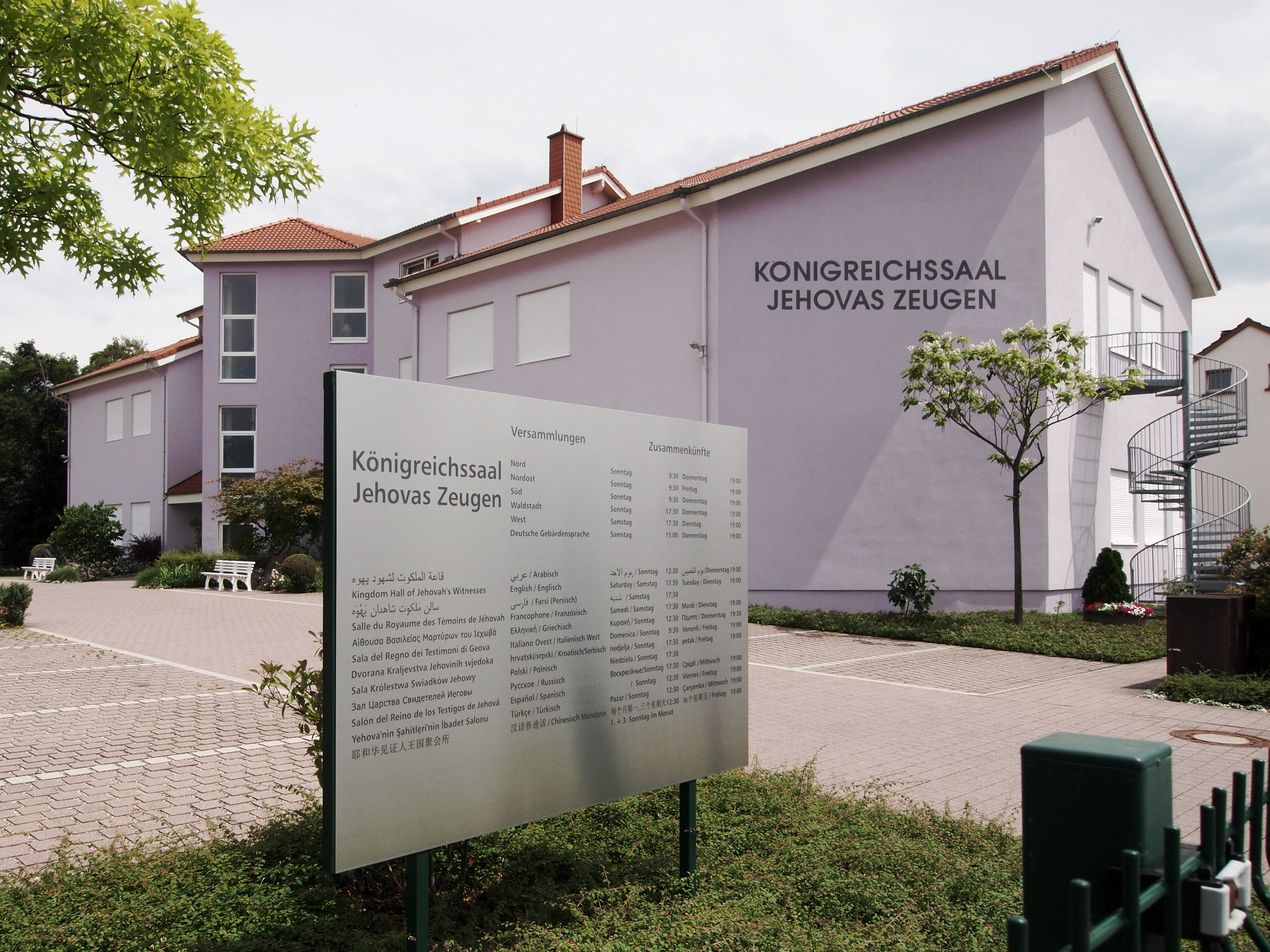
Königreichssaal in Karlsruhe

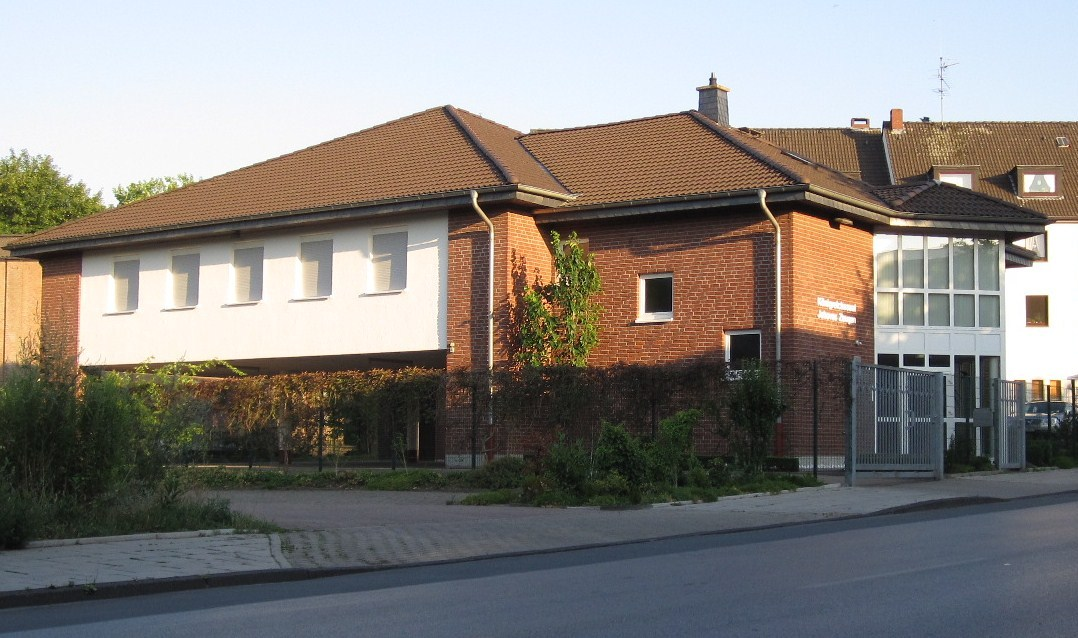
Königreichssaal in Essen-Altenessen

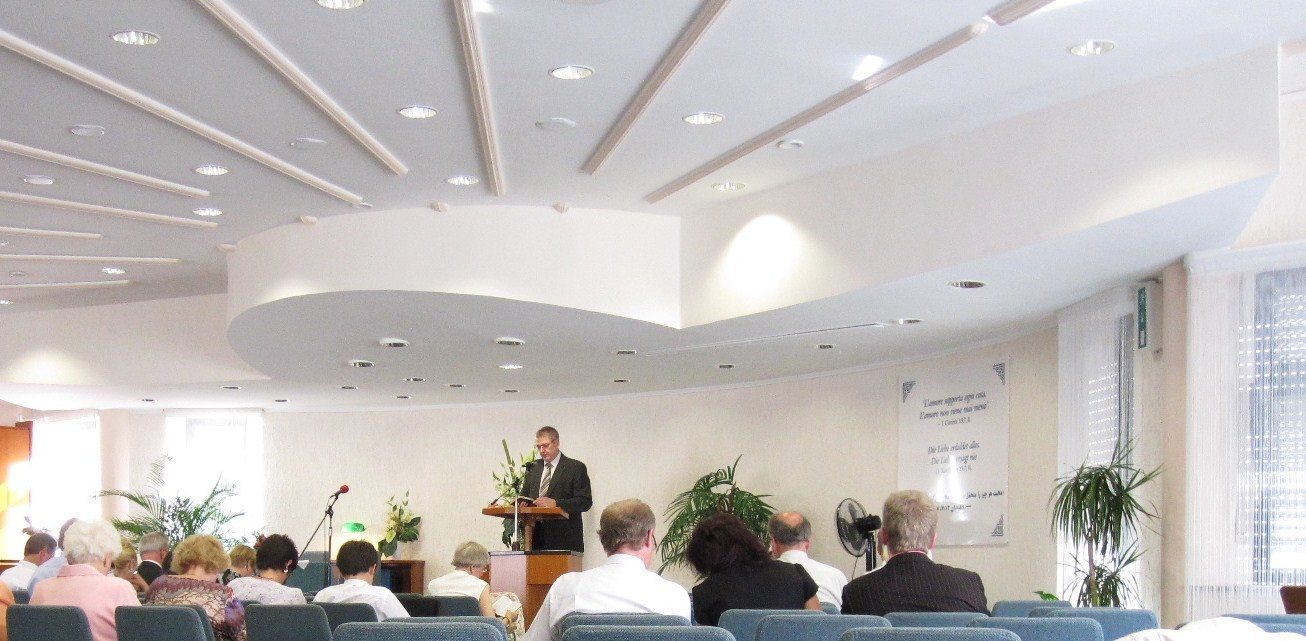
Gottesdienstliche Zusammenkunft in einem Königreichssaal

Königreichssaal (englisch Kingdom Hall) ist der Name für Gebäude der Glaubensgemeinschaft der Zeugen Jehovas, in denen ihre – gewöhnlich öffentlich zugänglichen – gottesdienstlichen Zusammenkünfte stattfinden. Seit 1935 wird der Begriff Königreichssaal von Jehovas Zeugen als Selbstbezeichnung ihrer Anbetungsstätten verwendet. Die Bezeichnung weist auf das verkündete Königreich Gottes hin.
Königreichssäle sind einfach und zweckmäßig gebaut und eingerichtet, ohne Altar, religiöse Symbole oder Heiligenbilder. Die Ausstattung erinnert eher an einen Schulungs- oder Studienraum als an einen kirchlichen Sakralraum. Sitzgelegenheiten für etwa 100 bis 300 Personen und ein Podium mit Sprechpult gehören zur Grundausstattung. Meist gibt es auch eine kleine Bibliothek, einen Besprechungsraum und sanitäre Einrichtungen.
In jedem Königreichssaal ist am Podium oder in dessen Nähe der „Jahrestext“ abgedruckt, ein prägnantes Bibelzitat. Die Leitung der Religionsgemeinschaft wählt das Zitat jährlich für alle Versammlungen weltweit einheitlich.
In ihrer Entstehungszeit hielten Jehovas Zeugen ihre Zusammenkünfte oft in Privatwohnungen, gemieteten Räumlichkeiten oder in Nebenräumen von Gastwirtschaften ab. Manchmal werden bestehende Gebäude oder Gebäudeteile von der Religionsgemeinschaft gekauft oder gemietet und für ihre religiösen Bedürfnisse umgestaltet. Inzwischen sind – vor allem in Industrieländern – überwiegend Neubauten üblich. Die Bauarbeiten werden großteils von freiwilligen Helfern aus den Reihen der Religionsgemeinschaft geleistet. Durch die Verwendung standardisierter Designs werden für die Errichtung eines neuen Königreichssaals oft nur wenige Wochen benötigt, manchmal sogar nur wenige Tage. Bei Nutzungsbeginn eines Königreichssaals findet gewöhnlich eine besondere Zusammenkunft, eine sogenannte Bestimmungsübergabe statt. Doch werden Königreichssäle weder speziell geweiht, noch werden sie bei Aufgabe ihres Nutzungszwecks speziell profaniert.
Jede Versammlung der Zeugen Jehovas kommt im Königreichssaal zu einer Zusammenkunft während der Woche (gewöhnlich an einem der Abende von Montag bis Freitag) und zu einer Zusammenkunft am Wochenende (Samstag oder Sonntag) zusammen. Viele Königreichssäle werden von mehreren Ortsversammlungen zu unterschiedlichen Zeiten genutzt. In Ballungsräumen gibt es mitunter auch Königreichssaalzentren, größere Gebäude, in denen sich mehrere Säle befinden.
Aufgrund der Covid-19-Pandemie entschieden die Zeugen Jehovas, vorübergehend auf Präsenzgottesdienste zu verzichten und ihre Zusammenkünfte virtuell abzuhalten.